# Stazione di San Giorgio della Richinvelda
La stazione di San Giorgio della Richinvelda era una stazione ferroviaria sita in centro al paese omonimo. Era posta sulla ferrovia Gemona del Friuli-Casarsa nel tratto soppresso tra Pinzano al Tagliamento e Casarsa della Delizia.

## Storia
La stazione venne inaugurata il 12 gennaio 1893 in concomitanza con l'apertura del tronco Casarsa-Spilimbergo
Venne chiusa al traffico passeggeri a causa della chiusura del tronco Pinzano-Casarsa al traffico passeggeri nel 1967. Qualche anno dopo, nel 1987, venne definitivamente soppressa per la chiusura al traffico merci sulla linea.

## Strutture e impianti
Al 2008, la stazione è inaccessibile in quanto abitazione privata. È costituita da 3 binari di cui due serviti da banchina ed un altro per lo scalo merci. Questo era costituito da un piano caricatore, un magazzino e da un tronchino di accesso.